# Otto cel Vesel, Duce al Austriei
Otto al IV-lea supranumit cel Vesel (în latină iucundus) și cel Curajos (în latină Audax; n. 23 iulie 1301 la Viena – d. 17 februarie 1339, Neuberg⁠(d)) aparținând Casei de Habsburg, a fost duce de Austria, Stiria și Carintia.

## Biografia
El a fost fiul cel mic al lui Albert I al Sfântului Imperiu Roman (1255–1308) și al soției sale, Elisabeta de Gorizia-Tirol (1262–1313), aparținând Casei de Gorizia.

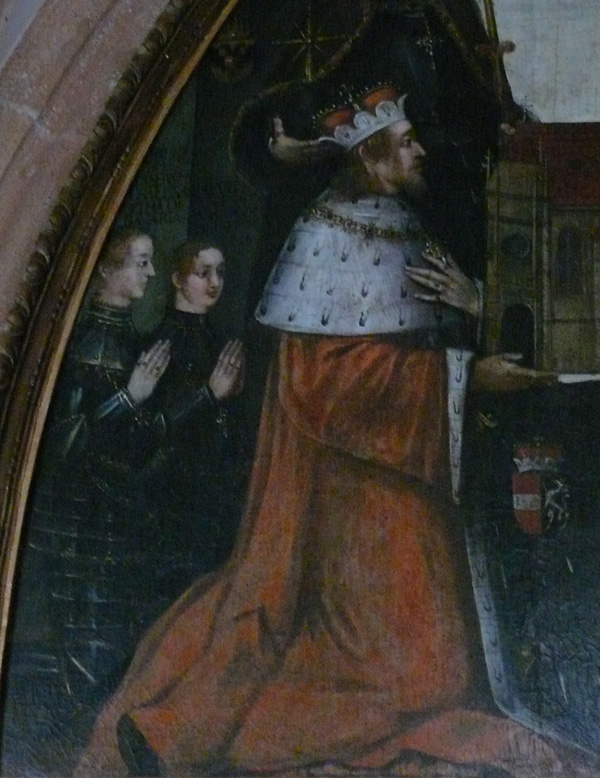
Otto cel Vesel și fiii sӑi (Mӑnӑstirea Neuberg)

Frații lui Otto au fost regele Rudolf I al Boemiei, antiregele Frederic cel Frumos și ducii Austriei: Leopold cel Glorios, Albert cel Înțelept și Henric cel Blând.
Fiind cel mai mic dintre fii, Otto a fost inițial exclus ca posibil moștenitor al titlului familiei. În 1325 s-a căsătorit cu Elisabeta a Bavariei de Jos (c. 1305–1330), fiica lui Ștefan I, ducele Bavariei de Jos, și a soției sale, Iudita, ducesa de Schweidnitz. În 1329 Otto a primit administrarea posesiunilor habsburgice din Austria Anterioară (în regiunea Rinului Superior). Din 1330 Otto a condus Ducatul Austriei împreună cu fratele său Albert, iar în 1331 Ludovic Bavarezul l-a numit vicar imperial. După moartea lui Henric de Carintia, ultimul din linia Gorizia-Tirol a Casei de Gorizia, frații Albert și Otto au primit pe 2 mai 1335 la Linz ducatele Carintia și Craina ca feude imperiale.
Pe 2 iulie 1335 Otto a fost primul din familia de Habsburg care a primit titlul de Duce de Carintia conform vechiului obicei, în limba slovenă și așezat pe Tronul Ducal⁠(d) din Zollfeld⁠(d). În toată perioada guvernării Otto s-a ocupat de ducatul Carintia mai mult decât de vechiul ducat habsburgic Austria. El a întemeiat Mănăstirea Neuberg în Stiria (mulțumind astfel pentru nașterea primului său fiu, Frederic) și Capela Sf. Gheorghe aflată în Biserica Augustinilor din Viena. În februarie 1335 Otto s-a căsătorit la Znaim cu cea de-a doua lui soție, Anna de Boemia (1323–1338) fiica lui Ioan de Boemia din Casa de Luxemburg, soră a lui Carol la IV-lea. Supranumele „cel Vesel” se referă la faptul că în viața de la curte Otto era deosebit de sociabil.
El a murit în 1339 și a fost înmormântat în Mănăstirea cisterciană Neuberg, pe care o întemeiase. În 1344 cei doi fii ai săi, Leopold și Frederic, au murit la interval de câteva luni la vârsta de 16 ani și respectiv 17 ani (cauza suspectată a fost otrăvirea). Astfel s-a stins familia lui Otto.
Cripta familiei din Mănăstirea Neuberg a ajuns cu timpul în paragină și a fost uitată până când a fost regăsită în 1820. Rămășițele lui Otto, ale soțiilor sale, Elisabeta și Ana, și ale celor doi fii ai săi, au fost reînhumate pe 13 martie 1820 în cripta restaurată.

## Căsătorii și descendenții
Pe 15 mai 1325 Otto s-a căsătorit cu Elisabeta a Bavariei de Jos (n. 1301 – d.1330). Din această căsătorie au rezultat doi fii:
- Frederic al II-lea (1327– 11 decembrie 1344), duce al Austriei;
- Leopold al II-lea (1328– 10 august 1344), duce al Austriei.[4]

Pe 25 martie 1335, la 5 ani după moartea primei soții, Otto s-a căsătorit cu Anna de Boemia (n.1323 – d. 1338), fiica regelui Ioan de Luxemburg. Din această căsătorie nu au rezultat copii.

## Motto
O deviză în legătură cu un grifon înaripat: Unguibus et rostro ac alis armatus in hostem („Înarmat cu gheare și cioc și aripi împotriva inamicului.")